# سباق نوكير كويرز 2018
سباق نوكير كويرز 2018 (بالفرنسية: Nokere Koerse 2018)‏ هو سباق دراجات هوائية، وهو الموسم رقم 73 من السباق، وأقيم في 14 مارس 2018، وامتدّ لمسافة 191.1 كيلومتر، وهو أحد سباقات طواف أوروبا للدراجات 2018، وقد شارك في السباق 161 متسابقاً ووصل إلى نهايته 119 متسابقاً.
فاز فيه بالمركز الأول فابيو جاكوبسن، وبالمركز الثاني أموري كابيو، وبالمركز الثالث هوغو هوفستيتر.

## الفرق
| فرق عالمية (7)- BMC Racing Team - Quick-Step Floors - Lotto Soudal - Bora-Hansgrohe - Katusha-Alpecin - Sky - Team Sunweb فرق قارية محترفة (14)- Cofidis, Solutions Crédits - أكوا بلو سبورت 2018 ‏ - سبورت فلاندرين بالويس 2018 ‏ - Wanty-Groupe Gobert - Vérandas Willems-Crelan ‏ - ديلكو ‏ - CCC Development Team ‏ - Direct Énergie - رومبوت تشارلز ‏ - فيتال كونسبت 2018 ‏ - Israel Cycling Academy - Hagens Berman Jayco ‏ - UnitedHealthcare Pro Cycling (men's team) ‏ - بنجوال باوليز ساوكس دبليو بي ‏ فرق قارية (2)- Team Metalced ‏ - سوبرانو هام ايزوريكس 2018 ‏ |  |
| |  |

## التصنيف العام النهائي
| التصنيف العام | التصنيف العام     | التصنيف العام   | التصنيف العام                | التصنيف العام     |        |
| الدراج        | الدراج            | البلد           | الفريق                       | الوقت             | السرعة |
| ------------- | ----------------- | --------------- | ---------------------------- | ----------------- | ------ |
| 1.            | فابيو جاكوبسن     | هولندا          | كويك ستب-فلورز               | 4 س 32 دقيقة 56 ث |        |
| 2.            | أموري كابيو       | بلجيكا          | Sport Vlaanderen-Baloise     | + 0 ث             |        |
| 3.            | هوغو هوفستيتر     | فرنسا           | كوفيديس                      | + 0 ث             |        |
| 4.            | روي يانس          | بلجيكا          | WB-Aqua Protect-Veranclassic | + 0 ث             |        |
| 5.            | أندرو فين         | المملكة المتحدة | Aqua Blue Sport              | + 0 ث             |        |
| 6.            | بابتيست بلانكايرت | بلجيكا          | كاتوشا ألبيسين               | + 0 ث             |        |
| 7.            | زاك ديمبستر       | أستراليا        | Israel Cycling Academy       | + 0 ث             |        |
| 8.            | شون دي بي         | بلجيكا          | Verandas Willems-Crelan      | + 0 ث             |        |
| 9.            | ماكسيم فانتوم     | بلجيكا          | WB-Aqua Protect-Veranclassic | + 0 ث             |        |
| 10.           | Kamil Gradek ‏     | بولندا          | CCC Sprandi Polkowice        | + 0 ث             |        |

## وصلات خارجية
- الموقع الرسمي
- سباق نوكير كويرز 2018 على موقع إحصائيات الدراجات الإحترافية (الإنجليزية)